# Реальное айкидо
Реальное айкидо (серб. Реални Аикидо) — система самообороны, созданная Любомиром Врачаревичем, сербом по национальности, и предназначенная для использования в реальных боевых и «уличных» ситуациях. Техника реального айкидо направлена на максимально быструю нейтрализацию противника, его контроль и, при необходимости, конвоирование.
Реальное айкидо — это направление самообороны, созданное на принципах айкидо, при исполнении техник применяются наработки других боевых искусств, направленные на достижение результата в реальной ситуации. Техники в реальном айкидо выполняются в более жёсткой форме, нежели в классическом айкидо. 
Отличия реального айкидо от традиционного: 
• более жесткая техника, 
• меньше философии, 
• традиционное оружие (деревянные мечи, ножи, шесты) заменено на современное (нож, палка, пистолет), 
• отсутствие приемов в положении сидя на коленях, 
• пропаганда солидной физподготовки. 

## Оружие в реальном айкидо
В реальном айкидо, в отличие от Айкидо Айкикай, не используют классическое оружие (меч-боккен, нож-танто), так как это современная система самообороны. Обучаются самообороне от оружия, которое может встретиться в современных реальных жизненных ситуациях, как правило, это палка, нож, пистолет, бутылка.

## Пояса — кю и даны
| Жёлтый     |  | 5й кю |
| Оранжевый  |  | 4й кю |
| Зелёный    |  | 3й кю |
| Синий      |  | 2й кю |
| Коричневый |  | 1й кю |
| Чёрный     |  | дан   |

Цветные пояса идут в сторону уменьшения от 5 к 1 и «утемнения» до чёрного. Чёрные — от 1 до 10.
10 дан грандмастер — обладатель Любомир Врачаревич, как основатель стиля "Реальное айкидо".
Сроки получения нового кю или дана регламентируются IFSRA или IRAF.